# Ворчани
Ворчани — селище в Стародубському муніципальному окрузі Брянської області.

## Географія
Знаходиться в західній частині Брянської області на відстані приблизно 7 км на схід-південний схід по прямій від районного центру міста Стародуб.

## Історія
На карті 1941 року значиться під назвою Кічети. До 2020 року населений пункт входив до складу Десятуховського сільського поселення Стародубського району до їх скасування.

## Населення
Чисельність населення: 15 осіб у 2002 році (росіян 100 %), 9 осіб у 2010 році.